# Brainea
Brainea es un género monotípico de helechos perteneciente a la familia  Blechnaceae. Su única especie: Brainea insignis, es originaria de Asia.

## Descripción
Son pequeños helechos arbóreos; Tallos erectos, alcanzando unos 100 cm de altura, casi tan gruesos como el brazo del hombre (10 cm de diámetro), negro, ápice cubierto de escamas largas y lineales, brillantes y marrones. Las frondas ligeramente dimórficas, terminan en una corona terminal; estípite de hasta 30 cm de largo; lámina pinnadas de 50-100 cm de largo; pinnas casi sésiles, de 10 cm de largo, 1 cm de ancho, márgenes serrulados; venas libres, simples o bifurcadas una vez, a excepción de la fila más o menos triangular costal de areolas; las pinnas en frondas fértiles algo más cortas, mucho más estrechas. Los esporangios nacen en las venas costales, convirtiéndose pronto en abundantes.

## Distribución
Se distribuye por Tailandia, Malasia, Indonesia, Filipinas, China y Taiwán.

## Taxonomía
Brainea insignis fue descrita por (Hook.) J.Sm.  y publicado en Catalogue of the Ferns in the Royal Gardens of Kew 5. 1856.
Sinonimia
- Bowringia insignis Hook.
- Brainea formosana Hayata